# Alexandre Dumas den ældre
Alexandre Dumas, den ældre (født 24. juli 1802, død 5. december 1870) var en fransk romanforfatter.
Alexandre Dumas blev født i Villers-Cotterêts, Aisne, nær Paris i Frankrig. Hans far Thomas Alexandre Davy-Dumas de la Pailleterie var en berømt og tragisk personlighed som avancerede til general i revolutionshæren for senere at blive bortvist fra hæren, da kejserdømmet genindførte racistiske  regler i hæren.
Alexandre Dumas den ældre er mest kendt for sine talrige historiske romaner og eventyr som har gjort ham til den mest læste franske forfatter i verden. Mange af hans romaner, som Greven af Monte Cristo og romanerne om De tre musketerer, udkom først som føljetoner, et fransk fænomen, som senere blev udbredt i resten af verden. Dumas skrev også skuespil, artikler for magasiner og tidsskrifter, og han var en højt profileret korrespondent. Dumas var mulat, idet hans farmor var afroamerikansk slave, og han måtte tåle en del racisme. Karikaturtegnere spillede uhæmmet på hans udseende.
Hans søn, Alexandre Dumas den yngre, blev også forfatter, mest kendt for Kameliadamen.

## Bøger af Alexandre Dumas på dansk

### Romaner
- Bastillens Fald
- De tre musketerer
- Greven af Monte Cristo
- Manden med jernmasken
- Musketerernes sidste bedrifter
- Musketerernes ætling: Porthos' søn
- Kvinden med fløjlshalsbaandet
- Tyve år efter
- Dronning Margot

### Journalistik/reportage
- Den franske revolution i februardagene 1848

### Andet
- Mine Memoirer